# کلوتار چهارم
کلوتار چهارم (زادهٔ ۶۸۵ – مرگ ۷۱۹) پادشاه اوسترازیا از دودمان مروونژی بود که از ۷۱۷ تا ۷۱۹ بر این پادشاهی فرمان راند. او که یا فرزند شیلدبرت سوم بود یا پسر تئودریک سوم و کرودشیلد، با حمایت شارل مارتل، شهردار کاخ وقت و در تقابل با شیلپریک دوم، پادشاه نوستریا بر تخت پادشاهی اوسترازیا نشست. این کار مارتل سبب تقسیم امپراتوری فرانک‌ها برای نخستین بار پس از سال ۶۹۱ شد و جنگی داخلی درگرفت. این جنگ با شکست شیلپریک دوم و تسلیم او به پایان رسید و پس از آن شارل مارتل، کنترلی بلامنازع بر تمامی امپراتوری فرانک‌ها یافت.
کلوتار چهارم احتمالاً در سال ۷۱۹ درگذشت و شارل مارتل پس از او، شیلپریک شکست‌خورده را به‌عنوان پادشاه دست‌نشاندهٔ تازهٔ خود در اوسترازیا بر تخت نشاند.